# Capsicum tovarii
Capsicum tovarii es una especie del género Capsicum de las solanáceas, originaria de Perú donde se encuentra silvestre en las laderas de la cuenca del río Mantaro, Departamentos de Huancavelica y Ayacucho de Perú de donde es endémica.
Se tiene noticias desde 1954 y fue descrito por vez primera en 1983 por Eshbaugh, P.G.Sm. & Nickrent, de nombre común Mukúru o Mucuru-uchu  (Perú, Huancavelica y Ayacucho)

## Características
Capsicum tovarii son arbustos de hoja perenne, la altura promedio que alcanza es de 1 metro, crece trepando y con ramificados simpodiales. Las hojas de pie de planta son ovadas-lanceoladas, de 3,5-8,2  cm de largo, entre 3,8 y 1,2  cm de ancho; la parte superior es sin pelo o solo ligeramente y la parte inferior es ligeramente peluda. El borde de las hojas está provisto de una fila de tricomonas, adelgazándose hacia la punta de la hoja, en la base ligeramente cónicas. La forma de las hojas es pinnadas, en las axilas de las venas del envés de la hoja se puede encontrar pelo enmarañado. El peciolo es ligeramente en forma de cubeta y de 1 a 3  cm de largo.
El período de floración de Capsicum tovarii es en mayo. Los simetría radial de las flores son unisexuales o hermafroditas. El   tubo del cáliz forma de copa es de 1,3 a 1,9 × 1,8 a 2,6  mm de altura, los cinco sépalos están fusionados y son variables de 0-1,3  mm de longitud. Todas las copas son glabras o ligeramente pubescentes. La corola en forma de campana es 4,4-8,5  mm de ancho, de color púrpura y-ó completamente fuera de color blanco crema, con dos puntos verdes en la base de la corola. La punta de los pétalos está doblada en parte en forma de gancho, el borde es diferente fuertemente verrugosa. Los cinco estambres vueltos al exterior están dispuestos en el mismo radio que los pétalos y fijos alternativamente y dorsalmente con ellos. Las tecas de las anteras están dispuestas en paralelo. Dos carpelos se fusionan a un ovario, de 0,9 a 2,6  mm de largo y 0,9 a 1,5  mm de ancho, contienen de cuatro hasta ocho óvulos, el estilo es diferente multiforme y 1,5-7,6  mm de largo. El estigma es en forma de bastón o dos tetralobal.
Los frutos son bayas de forma esférica aguda, de color rojo de un tamaño de 4,4 a 7,6 × 4.2 a 7.3  mm de diámetro y se encuentran en tallos de una longitud aproximada de 1 a 2 cm. Las semillas de lóbulo son 3,5 a 4,5  mm de largo, de color crema, con una ranura para reticular, con superficie ligeramente verrugosa. La base cromosómica es x = 12. Los frutos de la planta se recogen y se usan como especia, los nombres locales son Mukúru o Mucuru-uchu.

## Hábitat
Los hallazgos de plantas de la especie se limitan principalmente a áreas xerófitas de la Cordillera Central de Perú en las que se puede encontrar asociada con varios cactus y con los árboles de Bombax ruizii.

## Historia botánica
La primera planta del tipo fue encontrado el 14 de abril de 1954 por Oscar Tovar, cerca del valle del río Mantaro a una altitud entre 2000 a 2200 m s. n. m. Otros resultados también provienen de este valle y estaban a una altitud de 850 a 2000 m s. n. m., también en la provincia de Andahuaylas, departamento de Apurímac se encontraron plantas de la especie. Sin publicar una descripción de estilo regulado, Charles B. Heiser utilizó en 1976 por primera vez el nombre de Capsicum Tovari en honor del descubridor. La primera descripción por el ICBN -. Con la descripción regulada correspondiente y utilizando el epíteto  tovarii  viene de W. Hardy Eshbaugh, Paul G. Smith y Daniel L. Nickrent de 1983.

## Sistemática
Las investigaciones de los cariotipos muestran fuertes similitudes con la especie Capsicum cardenasii, Capsicum pubescens y Capsicum eximium. También morfológicamente similares las especies, todas tienen flores púrpura, semillas de color marrón y (a excepción de C. pubescens) tienen una pequeña fruta esférica de color rojo. Excepto con  Capsicum tovarii se podrían realizar cruces con estos tipos dando descendencia fértil. Incluso con las especies de flores blancas de  Capsicum baccatum y Capsicum frutescens podrían realizarse cruces con éxito.

## Taxonomía
Capsicum tovarii fue descrita por Eshbaugh, P.G.Sm. & Nickrent y publicada en Brittonia, 35(1): 55. 1983.
Citología
- El número cromosómico del género Capsicum es de 2n=24, pero hay algunas especies silvestres con 26 cromosomas entre ellas C. tovarii,[6] donde consecuentemente {\displaystyle x=12} (Moscone et al. 1993)[7]

Etimología
Capsicum: neologismo botánico moderno que deriva del vocablo latino capsŭla, ae, ‘caja’, ‘cápsula’, ‘arconcito’, diminutivo de capsa, -ae, del griego χάψα, con el mismo sentido, en alusión al fruto, que es un envoltorio casi vacío. En realidad, el fruto es una baya y no una cápsula en el sentido botánico del término.
tovarii: epíteto latino, puesto en honor de su descubridor Oscar Tovar.
Variedades aceptadas
Sinonimia